# Premios del fútbol profesional colombiano
Los Premios del Fútbol Colombiano, conocidos comercialmente como Premios Águila, fueron los primeros galardones creados para destacar a los jugadores y entrenadores más sobresalientes de la Categoría Primera A. Estos reconocimientos se entregaban en el mes de febrero, premiando el desempeño de la temporada anterior. En la edición de 2015 se otorgaron distinciones al Mejor Director Técnico, la Mejor Atajada, el Mejor Gol, el Mejor Jugador y la Mejor Hinchada. Para la temporada 2016, además de las categorías de Mejor Director Técnico, Mejor Arquero, Mejor Gol y Mejor Jugador, se premió la Mejor Celebración y se presentó el XI ideal del Fútbol Profesional Colombiano.  Sin embargo, desde 2017, la Dimayor decidió descontinuar los premios, y hasta la fecha no se han vuelto a realizar.

## Votación
Los encargados de elegir a los premiados son el técnico de la Selección Colombia, el capitán de la Selección Colombia, los directores técnicos y capitanes de los 36 clubes afiliados a la Dimayor, la prensa acreditada por la Dimayor y el público en general. Cada uno tiene un porcentaje diferente en la elección, de la siguiente manera:
- DT de la Selección Colombia (15%)
- Capitán de la Selección Colombia (15%)
- Capitanes de los clubes del FPC (15%)
- DTs de los clubes del FPC (20%)
- Prensa acreditada por Dimayor (20%)
- Público en general (15%)

## Temporada 2015
Nominados de la temporada 2015 (en amarillo el ganador).
| Mejor Director Técnico             |
| ---------------------------------- |
| Reinaldo Rueda (Atlético Nacional) |
| Alexis Mendoza (Junior)            |
| Fernando Castro (Deportivo Cali)   |
| Alberto Gamero (Deportes Tolima)   |
| Gerardo Pelusso (Santa Fe)         |

| Mejor jugador                       |
| ----------------------------------- |
| Yimmi Chará (Atlético Nacional)     |
| Vladimir Hernández (Junior)         |
| Harold Preciado (Deportivo Cali)    |
| Jefferson Duque (Atlético Nacional) |
| Francisco Meza (Santa Fe)           |

| Mejor atajada                                           |
| ------------------------------------------------------- |
| Nicolás Vikonis (Millonarios) contra Santa Fe           |
| Franco Armani (Atl. Nacional) contra Ind. Medellín      |
| David González (Ind. Medellín) contra Alianza Petrolera |
| Fernando Cuadrado (Once Caldas) contra Junior           |
| Cristian Bonilla (La Equidad) contra Deportivo Cali     |

| Mejor gol                                        |
| ------------------------------------------------ |
| Vladimir Hernández (Junior) al Deportivo Cali    |
| Harold Preciado (Deportivo Cali) al Boyacá Chicó |
| Wilder Salazar (Jaguares) al Deportivo Cali      |
| Yulián Anchico (Santa Fe) al Cúcuta Deportivo    |
| Michael Rangel (Millonarios) a Patriotas         |

| Mejor hinchada                              |
| ------------------------------------------- |
| Atlético Nacional (Los Del Sur)             |
| Millonarios (Blue Rain - Comandos Azules)   |
| Independiente Medellín (Rexixtenxia Norte)  |
| Deportivo Cali (Frente Radical Verdiblanco) |
| Junior (Frente Rojiblanco Sur)              |

| Premio Honorífico   |
| ------------------- |
| Mario Alberto Yepes |

| Bota de oro                                                                                                   |
| --- |
| Fernando Uribe Goleador Torneo Apertura con Millonarios                                                       |
| Jefferson Duque Goleador Torneo Finalización con Atlético Nacional                                            |
| Carlos Ibargüen y Rafael Santos Borré Goleadores Copa Colombia con Cortuluá y Deportivo Cali, respectivamente |
| Ayron del Valle Goleador Primera B con América de Cali                                                        |

Equipo del año
| Portero                           | Defensores | Mediocampistas                                                                           | Delanteros                                                                                   |
| --------------------------------- | --- | ---------------------------------------------------------------------------------------- | -------------------------------------------------------------------------------------------- |
| Franco Armani (Atlético Nacional) | Farid Díaz (Atlético Nacional) Alexis Henríquez (Atlético Nacional) Yerry Mina (Santa Fe) Francisco Meza (Santa Fe) | Sebastián Pérez (Atlético Nacional) Vladimir Hernández (Junior) Daniel Torres (Santa Fe) | Roberto Ovelar (Junior) Jefferson Duque (Atlético Nacional) Harold Preciado (Deportivo Cali) |

## Temporada 2016
Nominados de la temporada 2016 (en amarillo el ganador).
| Mejor Director Técnico               |
| ------------------------------------ |
| Reinaldo Rueda (Atlético Nacional)   |
| Gustavo Costas (Santa Fe)            |
| Alberto Gamero (Deportes Tolima)     |
| Harold Rivera (Atlético Bucaramanga) |
| Leonel Álvarez (Ind. Medellín)       |

| Mejor jugador                          |
| -------------------------------------- |
| Miguel Borja (Atlético Nacional)       |
| Jonathan Gómez (Santa Fe)              |
| Darío Rodríguez (Atlético Bucaramanga) |
| Christian Marrugo (Ind. Medellín)      |
| Anderson Plata (Santa Fe)              |

| Mejor arquero                     |
| --------------------------------- |
| Franco Armani (Atlético Nacional) |
| Leandro Castellanos (Santa Fe)    |
| Sebastián Viera (Junior)          |
| Jorge Bava (Atlético Bucaramanga) |
| David González (Ind. Medellín)    |

| Mejor gol                                           |
| --------------------------------------------------- |
| Michael Rangel (Junior) a La Equidad                |
| Anderson Plata (Santa Fe) al Alianza Petrolera      |
| Marco Pérez (Deportes Tolima) al Junior             |
| Luis Carlos Arias (Ind. Medellín) al Atlético Huila |
| Déiner Mera (Atlético Huila) al Ind. Medellín       |

| Mejor celebración                   |
| ----------------------------------- |
| Arley Rodríguez (Atlético Nacional) |
| Michael Rangel (Junior)             |
| Héctor Arrigo (Jaguares)            |
| Darwin López (Jaguares)             |
| José Lloreda (Deportivo Cali)       |

| Premio Honorífico |
| ----------------- |
| Arnoldo Iguarán   |

| Bota de oro                                                          |
| -------------------------------------------------------------------- |
| Miguel Borja Goleador Torneo Apertura con Cortuluá                   |
| Ayron del Valle Goleador Torneo Finalización con Millonarios         |
| Miguel Borja Goleador Copa Colombia con Cortuluá y Atlético Nacional |
| Juan Camilo Hernández Goleador Primera B con Dep. Pereira            |

Equipo del año
| Portero                           | Defensores | Mediocampistas                                                                                  | Delanteros                                                                               |
| --------------------------------- | --- | ----------------------------------------------------------------------------------------------- | ---------------------------------------------------------------------------------------- |
| Franco Armani (Atlético Nacional) | Farid Díaz (Atlético Nacional) Alexis Henríquez (Atlético Nacional) William Tesillo (Santa Fe) Daniel Bocanegra (Atlético Nacional) | Cristian Marrugo (Ind. Medellín) Alejandro Guerra (Atlético Nacional) Jonathan Gómez (Santa Fe) | Ayron del Valle (Millonarios) Miguel Borja (Atlético Nacional) Anderson Plata (Santa Fe) |